# Tistlatjärnen
Tistlatjärnen är en sjö i Marks kommun i Västergötland och ingår i Ätrans huvudavrinningsområde.